# Krzysztof Niesporek
Krzysztof Niesporek (ur. w 1950 w Katowicach, zm. 15 marca 2016 w Katowicach) – polski artysta fotograf, członek Okręgu Śląskiego Związku Polskich Artystów Fotografików. Członek Klubu Artystycznej Fotografii w Katowicach. Wykładowca Szkoły Fotografii Fotoedukacja.

## Działalność
Krzysztof Niesporek jest absolwentem Technikum Fototechnicznego w Katowicach – Piotrowicach. Od 1971 roku (po śmierci ojca) prowadził zakład fotograficzny, działający nieprzerwanie w katowickim Nikiszowcu jako rodzinna firma – założona przez Augustyna Niesporka (dziadka) w 1919 roku. W 1974 roku uzyskał tytuł mistrza fotografii. Był członkiem Klubu Artystycznej Fotografii w Katowicach, gdzie pełnił funkcję członka zarządu i w czasie późniejszym funkcję przewodniczącego zarządu. Był członkiem Krajowego Cechu Fotografów w Katowicach. Był współpracownikiem TVP3 Katowice i wykładowcą w Policealnej Szkole Fotograficznej Fotoedukacja w Katowicach – Piotrowicach (pracownia fotografii portretowej i studyjnej). Prowadził warsztaty fotograficzne. Był wiceprezesem Stowarzyszenia Fotografów Polskich. 
Krzysztof Niesporek jest autorem i współautorem wielu wystaw fotograficznych; indywidualnych i zbiorowych. Był autorem zdjęć niepełnosprawnych modelek – do kalendarza Caritasu na rok 2004. W 2006 roku został przyjęty w poczet członków Oddziału Śląskiego Związku Polskich Artystów Fotografików. 
Zmarł 15 marca 2016 roku w Katowicach, pochowany 19 marca na cmentarzu w Katowicach – Panewnikach.

## Wystawy indywidualne
- „Twarze Tele – 3”; część pierwsza
- „Twarze Tele – 3”; część druga
- „Milusińscy”
- „Kobiety w fotografii rodziny Niesporków”
- „Twarze”
- „Portret”

Źródło

## Wystawy zbiorowe
- „60-lecie ZPAF”
- „Granice”
- „Śląskie Tramwaje”
- „Moja Mała Ojczyzna”

Źródło